# کریستیان سوم
کریستیان سوم (به انگلیسی: Christian III) (زاده ۱۲ اوت ۱۵۰۳ - درگذشته ۱ ژانویه ۱۵۵۹) پادشاه دانمارک-نروژ (۱۵۳۷–۱۵۵۹) و تنها پسر فردریک اول دانمارک و آنا براندنبورگ
کریستیان سوم در ۲۹ اکتبر ۱۵۲۵ در شهر لاونبورگ با دوروتی زاکس-لاونبورگ ازدواج کرد و از او صاحب پنج فرزند شد.
کریستیان سوم در سال ۱۵۳۴ میلادی، به پادشاهی دانمارک و سپس از سال ۱۵۳۷ به پادشاهی دانمارک-نروژ رسید. وی با کمک گوستاف یکم، پادشاه سوئد، نیروهای لویک را که به دانمارک تجاوز کرده بودند شکست داد (۱۵۳۶). او مذهب لوتری را در دانمارک تثبیت کرد و به نروژی‌ها نیز تحمیل کرد. در دوران سلطنت او دانمارک به عظمت زیادی رسید. پس از مرگش در سال ۱۵۵۹ میلادی، پسرش فردریک دوم به پادشاهی رسید.